# Прорва (фильм)
«Прорва» — российско-немецко-французский кинофильм 1992 года режиссёра Ивана Дыховичного по сценарию Надежды Кожушаной, написанному совместно с ним. Картина, в которой одни из первых известных ролей исполнили Сергей Маковецкий, Евгений Сидихин, Алексей Кортнев.

## Сюжет
Полифонический сюжет: переплетаются судьбы нескольких представителей интеллигенции, живущих в 1930-е годы в СССР, в самом очаге подготовки к большому военному параду в Москве.
Анна, потомок дворянской семьи, замужем за конным тренером, сотрудником НКВД. Её повседневная жизнь на первый взгляд выглядит так, как должна выглядеть жизнь идеальной советской девушки из плакатных советских фильмов: в её распоряжении огромная квартира с дом. работницей в престижном доме, наряды из дома моделей, прогулки на теплоходе с джазовым сопровождением, постоянный приём гостей, ломящийся от еды стол. Муж готовит коней для показательных выступлений, а также для выезда на парад высших руководителей страны, он любит свою жену и мирится с её полупрезрительным отношением к себе.
Но когда начальник мужа насилует Анну, становится ясно, что супруг не может ничего сделать и хочет забыть об этом. Анна пытается заглушить боль от насилия и предательства в алкоголе и вечеринках, но, не находя забытья, в отчаянии решает покинуть город. На железнодорожном вокзале она встречает носильщика Гошу и влюбляется в него: ей кажется, что с этим простым парнем из народа она нашла что-то настоящее.
Её друг, известный Адвокат, защищает виновную в нескольких убийствах падшую женщину — этим уголовное дело ему и интересно, оно манит его, как прорва. Он ищет настоящего и не находит.
…Горбачевская оказалась в этом мире единственно неожиданной субстанцией. ⟨…⟩
 …Он чувствует, что время — прошло. Но ему это не нравится. Его научили защищать убийц от людей, а сейчас, скоро, надо будет защищать людей от убийц. А это совсем другая профессия.
Друг Адвоката — Писатель, которому не позволяют писать искренне. Писателя пытается защитить от властей его друг, характерный персонаж, активно приспосабливающийся к обстоятельствам. Он придумывает устроить показной разнос, дабы «спасти» Писателя от настоящего обвинения. Писатель пишет книгу под названием «Прорва», и не находит более понятного синонима для названия. Бездна, пропасть, всё не точно.
— Мне нужна „прорва“, но такая, чтобы при переводе на любой другой язык — она читалась. И читалась очень точно. Как прорва.
— А про что? — спросила Анна.
— Про то, что на самом деле у нас, сейчас, в России, того самого главного, чего боятся все, — его нет. Оно — условное. Оно — не человек, не понятие. Оно просто — ничто. Но ничто, которое втягивает и уничтожает, пугает. Калечит. Как прорва. Низачем. По запаху. Просто так. Смотрите.

Он взял камень, не маленький, настоящий, — и со всего размаху швырнул его далеко за забор особняка. ⟨…⟩
Балерина, нежно любимая Писателем, окружена ухаживаниями того самого сотрудника НКВД — насильника Анны. Поддавшись на с шиком оказанное им внимание, Балерина так же, как и Анна, становится его жертвой — страшный круг снова замыкается, ещё одна судьба летит в прорву.
Адвокат сбегает от системы, вернувшись к своим корням. Писатель трагично решает свою судьбу.
Анна, несмотря на то, что Гоша в пылу ссоры калечит её (она лишается глаза), уходит к нему.
Сотрудников НКВД, включая мужа Анны и его начальника, арестовывают и расстреливают.
Анна, лишившаяся глаза, но по-прежнему неотразимая, находит себя, работая певицей на танцах.
Все сюжеты связаны анекдотической, хотя и правдивой, историей о том, как для парада маршалу Будённому готовили ретивого жеребца и, в конце концов, нацепив муляж и покрасив, «подсунули» проверенную кобылу.

## В ролях
- Уте Лемпер — Анна (озвучивает Елена Майорова)
- Александр Феклистов — Саша, муж Анны, сотрудник НКВД
- Алексей Кортнев — Василий Алексеевич, начальник Саши, сотрудник НКВД
- Евгений Сидихин — Гоша, носильщик
- Наталия Коляканова — Надежда, балерина
- Дмитрий Дыховичный — Ваня, писатель
- Сергей Маковецкий — друг писателя
- Владимир Симонов — адвокат
- Екатерина Рыжикова — Горбачевская, заключённая
- Алёна Антонова — заместитель народного комиссара по делам культуры
- Пётр Зайченко — адъютант командующего
- Александр Балуев — Георгий, литератор
- Юрий Одиноков — Владимир, партийный чиновник
- Игорь Угольников — сотрудник НКВД
- Андрей Николаев — сотрудник НКВД
- Владимир Ровинский — милиционер

## Съёмочная группа
- Автор сценария: Надежда Кожушаная, Иван Дыховичный
- Режиссёр-постановщик: Иван Дыховичный
- Оператор-постановщик: Вадим Юсов
- Художник-постановщик: Владимир Аронин
- Композитор: Юрий Буцко
- Вокал: Алексей Кортнев, Уте Лемпер
- Запись музыки: Владимир Виноградов

## Критика
Елена Плахова, «Сеанс», № 9, 1994 год
Дыховичный снимает „Прорву“ назло врагам и на зависть более юным „постмодернистам“ — картину, сразу становящуюся культовой для круга поклонников Гринуэя и прочих ценителей необарокко.
Александр Тимофеевский, «Московские новости», № 26, 28 июня 1992 года
Дыховичный не реконструирует время, а создаёт образ прошлого, нимало не смущаясь нарочитыми анахронизмами: действие происходит в тридцатые годы, вместе с тем у фонтана «Дружба народов», воздвигнутого в самом конце пятидесятых. ⟨…⟩ Две несовместимые реальности, «пырьевская» и «историческая», совмещаются в одну. Но в итоге не только прошлое обретает статус прошлого, но — что ещё важнее — миф обретает статус мифа.

## Публикации сценария
- «Зеркало для героя»: собрание сочинений Надежды Кожушаной в двух томах. — Т. 2: «Простое число» — СПб.: Центр культуры и просвещения «Сеанс», 2017 (В издание также вошла заявка на сценарий.).
- «Прорва»: книга киносценариев Надежды Кожушаной / Вступление Ю. Норштейна. — СПб.: Издательство «Сеанс»; «Амфора», 2007. — (Энциклопедическая серия «Библиотека кинодраматурга»).
- «Киносценарии»: журнал. — 1995. — № 1.

## Призы и награды
- 1992 — Кинопремия «Золотой овен»: в номинации «Открытие года» с формулировкой «За постоянство высокого художественного уровня» Надежде Кожушаной за сценарий к фильму.
- 1992 — Кинопремия «Ника» в номинации «Лучшая операторская работа» Вадиму Юсову[3].
- Фильм вошёл в двадцатку лучших фильмов мира за 1992 год.[источник не указан 1587 дней]
- 1992 — Призы кинопрессы: «За лучший фильм» и «За фильм, определяющий стиль года» — Ивану Дыховичному, «За лучшую женскую роль» — Уте Лампер.
- 1992 — Премия C.I.D.A.L.C., кинофестиваль французских фильмов в Шалоне (Вадиму Юсову).
- Приз на кинофоруме в Ялте «Кино. XXI век».
- 1993 — Кинофестиваль «Созвездие»: Приз за выдающуюся съёмку исполнителей (Вадиму Юсову).